# Noche y día
Noche y día est une telenovela argentine diffusée du 17 novembre 2014 au 19 août 2014 sur El Trece

## Distribution
| Acteur/Actrice        | Personnage                |
| --------------------- | ------------------------- |
| Facundo Arana         | Victorio "Vico" Villa     |
| Romina Gaetani (1-65) | Paula Pico (Punga)        |
| Oscar Martínez        | Guillermo Inchausti       |
| Eleonora Wexler       | Martina Mendoza           |
| Florencia Raggi       | Sofía Santa María         |
| Pablo Rago            | Fabián Aguilera           |
| Gabriel Corrado       | Federico Castro           |
| Gabriel Goity         | Francisco "Paco" Longo    |
| Eugenia Tobal         | Bárbara Díaz              |
| Favio Posca           | Roberto "Robert" Belardi  |
| Marina Bellati        | Evangelina "Eva" Cisneros |
| Brenda Gandini        | Lucila Villa              |
| Victorio D´Alessandro | Joaquín "Joaco" Agüero    |
| Gastón Soffriti       | Benjamín "Benja" Liberman |
| Manuela Pal           | Gisella Villa             |
| Candela Vetrano       | Milagros "Mili" Villa     |
| Maximiliano Ghione    | Amadeo Lucero             |
| Pablo Brichta         | Humberto Peralta          |
| Lautaro Perotti       | Esteban Garrido           |
| Coraje Ábalos         | Gastón Santucho           |
| Graciela Stéfani      | Patricia Pico             |
| Martín Slipak         | Sebastián Inchausti       |
| Rodrigo Noya          | Nicolás                   |
| Claudio Rissi         | Ismael Bisoni             |
| Valeria Lois          | Amanda                    |
| Coral Gabaglio        | Betty                     |
| Johanna Francella     | Jazmín                    |
| Pia Galiano           | Jana Vergara              |
| Diego Hodara          | Estanislao "Pipi" Belardi |
| Alejo Ortiz           | Adrian Guedes             |
| Dulio Orso            | Palacios                  |
| Maia Dosoretz         | Catalina                  |

## Diffusion
- El Trece
- El Trece Internacional
- Unicanal
- Teledoce